# Бумажные куклы
«Бумажные куклы» (англ. Paper Dolls) — американская прайм-тайм мыльная опера, с Морган Фэйрчайлд в главной роли, которая транслировалась на телеканале ABC с 23 сентября 1984 по 25 декабря 1984 года. Сериал был основан на одноименном телефильме 1982 года с Джоан Коллинз.

## История трансляции

### Телефильм 1982 года
В 1982 году канал ABC выпустил телефильм «Бумажные куклы» о жизнедеятельности индустрии модного бизнеса. Главные роли в нём сыграли Джоан Коллинз, Дэрил Ханна и Александра Пол (в сериале их героинь играли Фэйрчайлд, Шеридан и Фаррелл соответственно).

### Телесериал 1984 года

(по часовой стрелке) Терри Фаррелл, Николетт Шеридан и Морган Фэйрчайлд в сериале

В 1984 году студия MGM решила выпустить телесериал для канала ABC, основанный на фильме. На главную роль Расин, владелицы модельного агентства, была приглашена актриса Морган Фэйрчайлд, а на роль её врага-магната косметического производства — Ллойд Бриджес. Героинь Дэрил Ханны и Александры Пол, молодых моделей, которые ненавидят свою работадательницу Расин, сыграли начинающие актрисы Николетт Шеридан и Терри Фаррелл. Также в сериал был добавлен ряд других основных и второстепенных персонажей для привлечения зрителей.
Как и другие шоу восьмидесятых, «Бумажные куклы», пытался повторить успех «Далласа» и «Династии», однако безрезультатно. Хотя пилотный эпизод, вышедший в эфир 23 сентября 1984 года и транслировавшийся против церемонии вручения премий «Эмми», наблюдало почти двадцать процентов американских зрителей, рейтинги последующих эпизодов неуклонно падали. Несмотря на ряд благоприятных отзывов в прессе, в таких изданиях как People, сериал так и не смог найти свою аудиторию, и был закрыт после одного короткого сезона.